# 圣克莱尔斯维尔
圣克莱尔斯维尔（St. Clairsville）是美国俄亥俄州贝尔蒙特县一个城市，是贝尔蒙特县的县城，被称为“山上的天堂”。它是惠灵大都会统计区的一部分。 人口在2010年人口普查时为5,184人。

## 历史
贝尔蒙特县法庭最初被称为纽威尔斯敦（Newellstown），后来的名字是由大卫·纽维尔（David Newell）在18世纪90年代后期制定的。 这个定居点的名字很快改为圣克莱尔斯维尔，以纪念西北地区总督和独立战争少将阿瑟·圣克莱。